# Estadio Próculo Cortázar
El Estadio Próculo Cortázar es un estadio de fútbol de Paraguay que se encuentra ubicado en la compañía Valle Pucú de la ciudad de Areguá. En este escenario, que cuenta con capacidad para unas 2500 personas, hace las veces de anfitrión el equipo de fútbol del Club 24 de Septiembre VP, propietario del predio.
El estadio lleva esa denominación desde el año 1955, en honor a un expresidente del club, el señor Próculo Cortázar, fallecido un año antes (1954).
Llegado el centenario del club y con el firme objetivo de ingresar a las competencias oficiales de la Asociación Paraguaya de Fútbol, desde el año 2014 se ejecutaron trabajos intensos para mejorar las condiciones del estadio, se procedió a la nivelación del campo de juego, un nuevo vallado olímpico, al año siguiente continuaron los trabajos, con la reparación de las graderías y la construcción de una nueva en el sector oeste, y debajo de esta también se construyeron nuevos vestuarios, también se instaló un moderno sistema de regadío automático para el campo de juego. Todos estos trabajos fueron realizados con el apoyo de la Unión del Fútbol del Interior y de la Secretaría Nacional de Deportes. La inauguración de las obras se realizó oficialmente el 19 de septiembre de 2015.
El sábado 14 de mayo de 2016, el estadio se estrenó por primera vez para un partido de un campeonato oficial de la A.P.F., fue por la segunda fecha del campeonato 2016 de la Primera División C, en esta ocasión el 24 de Septiembre VP recibió y derrotó al club Valois Rivarola por el marcador de 2 a 0. El primer gol fue marcado por Milciades Pérez, la segunda anotación fue de Albert Verón.

## Primer partido televisado
Un hecho histórico se cumplió el 29 de octubre del 2016, por primera vez fue televisado un partido desde este estadio, lo que significó también el primer partido en ser televisado de la Cuarta División. El encuentro entre el equipo local 24 de Septiembre VP y el club Cristóbal Colón JAS correspondió a la primera fecha del cuadrangular final del campeonato de la Primera C 2016. El resultado del partido fue victoria del visitante por 1 - 3.